# Face Off (émission de télévision)
Pour les articles homonymes, voir Face Off.
Face Off est une émission de télé-réalité américaine diffusée depuis le 26 janvier 2011 sur Syfy et présentée par McKenzie Westmore (en). En France, l'émission est diffusée sur Syfy France depuis le 15 novembre 2011 et présentée par Malika Ménard, le tournage est réalisé à l'école de maquillage ITM Paris. Syfy ne diffusera que la première saison. Elle est aussi diffusée en France sur Numéro 23 depuis le 31 octobre 2014, en rediffusant la saison 1, puis les suivantes inédites, cette diffusion reprend le format américain, sans la présentation de Malika Ménard. Toujours en France, l'émission est aussi diffusée sur la chaîne à péage, Ciné FX, à partir du 29 mars 2015, après la diffusion de Numéro 23. Depuis 2020, l'émission est disponible sur Hayu. Elle reste inédite dans les autres pays francophones.
Chaque saison, des candidats passionnés de maquillage et d'effets spéciaux sont sélectionnés. Chaque semaine, ils sont confrontés à une épreuve appelée Spotlight Challenge qui dure trois jours et qui détermine leur habilité à concevoir un personnage original défini par un thème précis qu'ils se doivent de respecter. 
À la fin de ces trois jours, ils présentent leur création à un jury composé de grands noms de Hollywood : Ve Neill, triple gagnante de l'Oscar des meilleurs maquillages (pour Beetlejuice, Madame Doubtfire et Ed Wood) ; Glenn Hetrick (en), concepteur des effets spéciaux de Buffy contre les vampires ; Patrick Tatopoulos, directeur artistique et réalisateur (Underworld, Independance Day), durant les deux premières saisons, puis Neville Page (en), concepteur de créatures pour la télévision et le cinéma. Ce jury détermine le candidat gagnant de l'épreuve, celui ayant la création la plus réussie, et le candidat perdant, qui est alors éliminé. 
Lors de la saison 1, le gagnant de la compétition remporte la somme de 100 000 $ et un an de produits de maquillage ; le gagnant de la seconde saison a aussi reçu la Toyota Camry Hybrid 2012. À partir de la saison 3, le gagnant reçoit 25 000 dollars de produits de maquillage (Alcone), 100 000 $ de gain, et une Toyota Prius V et l'invitation d'être conférencier à la Make Up For Ever Academy de Paris et de New-York. Lors de la saison 4, les prix restent similaires, à l'exception de la voiture, qui est une Fiat 500 modèle 2013. Pour les saisons 8, 9 et 10, la voiture change à nouveau pour une Fiat 500 modèle 2015. Lors de la saison 11, la voiture change pour une Hyundai Veloster.

## Saisons

### Saison 1 (2011)
La première saison de Face Off, remportée par Conor McCullagh, a rassemblé une moyenne de 1,32 million de téléspectateurs.

### Saison 2 (2012)
La deuxième saison de Face Off a été remportée par Rayce Bird. Le season premiere a réalisé une audience que Syfy n'avait pas réalisée depuis novembre 2009, les épisodes suivants ont fait encore mieux. Le season finale a rassemblé plus de 2,4 millions de téléspectateurs, soit la meilleure audience historique de Syfy.

### Saison 3 (2012)
Les auditions pour la troisième saison ont débuté le 19 novembre 2011 à Los Angeles et à Orlando en Floride. Le tournage a commencé au printemps 2012 afin que cette nouvelle saison puisse être diffusée durant l'été. La diffusion de cette troisième saison a donc commencé le 21 août 2012, et les candidats sélectionnés ont été révélés au public le 29 juin 2012. Pour la première fois depuis la création de la série, le season finale est diffusé en direct le soir d'Halloween et les téléspectateurs ont pu voter pour le gagnant.

### Saison 4 (2013)
Le 8 octobre 2012, Syfy annonce officiellement le renouvellement de Face Off pour une quatrième saison. Cette quatrième saison a été diffusée à partir du 15 janvier 2013, et plusieurs guest-stars sont annoncées.

### Saison 5 (2013)
Le 18 mars 2013, Syfy annonce le renouvellement de Face Off pour une cinquième saison prévue pour l'été 2013. Cette cinquième saison a commencé le 13 août 2013. Cette saison rassemble seize candidats dont huit anciens compétiteurs des saisons précédentes et huit nouveaux auditionnés au préalable.

### Saison 6 (2014)
Le 21 octobre 2013, Syfy annonce le renouvellement de Face Off pour une sixième saison prévue pour le 14 janvier 2014. Cette saison sera composée de quinze nouveaux candidats pour une saison plus audacieuse que les précédentes.

### Saison 7 (2014)
Le 18 avril 2014, Syfy annonce le renouvellement de Face Off pour une septième saison prévue pour le 22 juillet 2014. Cette saison sera composée de seize nouveaux candidats.

### Saison 8 (2015)
Le 23 octobre 2014, Syfy annonce le renouvellement de Face Off pour une huitième saison prévue pour le 13 janvier 2015. Cette saison sera composée de quinze nouveaux candidats.

### Saison 9 (2015)
Le 8 avril 2015, Syfy annonce le renouvellement de Face Off pour une neuvième saison prévue pour le 18 juillet 2015. Cette saison sera composée de seize nouveaux candidats.

### Saison 10 (2016)
Le 27 octobre 2015, Syfy annonce le renouvellement de Face Off pour une dixième saison prévue pour 13 janvier 2016. Cette saison sera composée de quatorze nouveaux candidats. Dans cette saison, les juges ont été autorisés à sauver un candidat qui serait normalement éliminé, une exception déjà vue dans les saisons 6 et 7.

### Saison 11 (2017)
Le 15 avril 2016, Syfy annonce le renouvellement de Face Off pour une onzième saison prévue pour 24 janvier 2017. Cette saison sera composée de seize anciens candidats.

### Saison 12 (2017)
Cette saison, appelée Face Off : divide and conquer est composée de douze candidats qui s'affrontent en deux équipes différentes.

### Saison 13 (2018)
Cette saison, appelée Face Off : Battle Royale est composée d'anciens candidats. Cette saison a été annoncée comme étant la dernière de la série.

## Récapitulatif des saisons
| Saison | Première        | Finale          | Gagnant          | Finalistes                             | Nombre de concurrents | Nombre d'épisodes |
| ------ | --------------- | --------------- | ---------------- | -------------------------------------- | --------------------- | ----------------- |
| 1      | 26 janvier 2011 | 16 mars 2011    | Conor McCullagh  | Gage Hubbard Tate Steinsiek            | 12                    | 8                 |
| 2      | 11 janvier 2012 | 14 mars 2012    | Rayce Bird       | Ian Cromer Robert "RJ" Haddy           | 14                    | 10                |
| 3      | 21 août 2012    | 31 octobre 2012 | Nicole Chilelli  | Laura Tyler Derek Garcia               | 12                    | 12                |
| 4      | 15 janvier 2013 | 26 mars 2013    | Anthony Kosar    | Kristian "Kris" Kobzina Wayne Anderson | 14                    | 11                |
| 5      | 13 août 2013    | 5 novembre 2013 | Laura Tyler      | Tate Steinsiek Roy Wooley              | 16                    | 13                |
| 6      | 14 janvier 2014 | 22 avril 2014   | Rashaad Santiago | George Schminky Tyler Green            | 15                    | 15                |
| 7      | 22 juillet 2014 | 28 octobre 2014 | Dina Cimarusti   | Cig Neutron Drew Talbot                | 16                    | 14 + 1 (spécial)  |
| 8      | 13 janvier 2015 | 14 avril 2015   | Darla Edin       | Emily Serpico Logan Long               | 15                    | 14                |
| 9      | 28 juillet 2015 | 27 octobre 2015 | Nora Hewitt      | Ben Ploughman Evan Hedges              | 16                    | 14                |
| 10     | 13 janvier 2016 | 13 avril 2016   | Rob Seal         | Melissa Ebbe Walter Welsh              | 14                    | 14                |
| 11     | 24 janvier 2017 | 25 avril 2017   | Cig Neutron      | Emily Serpico George Troester          | 16                    | 14                |
| 12     | 13 juin 2017    | 22 août 2017    | Andrew Freeman   | KC Mussman Kierstin Lapatka            | 12                    | 10                |
| 13     | 5 juin 2018     | 7 août 2018     | Matt Valentine   | Jordan Patton Walter Welsh             | 12                    | 10                |

## Gagnants par État
| Victoire(s) | État/Pays   | Saison(s)       |
| ----------- | ----------- | --------------- |
| 4           | Californie  | 3, 10, 11 et 12 |
| 2           | Illinois    | 4 et 7          |
| 1           | Connecticut | 9               |
| 1           | Minnesota   | 8               |
| 1           | New York    | 6               |
| 1           | Floride     | 5               |
| 1           | Idaho       | 2               |
| 1           | Texas       | 13              |
| 1           | Canada      | 1               |

## Audiences
Audiences américaines moyennes par saison?